# Nagy Adri
Nagy Adri, polgári nevén Nagy Adrienn (Kecskemét, 1988. január 20. –) magyar énekesnő.

## Élete
Nagy Adrienn a kecskeméti Kodály Zoltán Ének-zenei általános iskolában (ÉZI) kezdett el komolyabban a zenével foglalkozni, az iskola kórusának kiemelkedő tagja volt. Énekhangját ma is elismert énektanárok segítségével képezi. 2018. június 28-án megszületett első gyermeke, Benedek.

## Zenei karrier
2010-ben jelent meg Adri első kislemeze Szinglik éjszakája címmel, amely a Szinglik éjszakája című film betétdala. A dalhoz videóklip is készült Tóth Gergely rendezésével, amelyben a film legjobb jelenetein kívül Adri is hangsúlyos szerepet kapott.
2010 májusában megjelent első önálló albuma az Mton kiadó gondozásában Eltűnnék veled címmel, melynek több dalszövegét maga írta.
2011-ben fellépett a Viva Comet Gálán.

## Megasztár
2012-ben bekerült a Megasztár 6 döntőjébe. Bejutott a TOP 12-be és 7. helyen végzett.

## Színészi karrier
2013 áprilisától egy évig játszott a Thália színházban, ahol a Starfactory musical főszerepében láthattuk.
2014. október 27. óta jelenik meg a Jóban Rosszban TV2-es szappanoperában, a Betty Tanakis karakterét addig alakító Szabó Zsófia helyett, aki átigazolt az RTL Klubhoz.

## Diszkográfia

### Albumok
- Eltűnnék veled (2010)

### Videóklipek
Álomkép (2020)

### Slágerlistás dalok
| Év                  | Dal                 | Legmagasabb helyezés | Legmagasabb helyezés   | Legmagasabb helyezés | Legmagasabb helyezés | Legmagasabb helyezés         | Album |                |
| Év                  | Dal                 | VIVA Chart           | MAHASZ Editors' Choice | Mahasz Rádiós Top 40 | Mahasz Dance Top 40  | MAHASZ Single (track) Top 10 | Album | EURO 200       |
| ------------------- | ------------------- | -------------------- | ---------------------- | -------------------- | -------------------- | ---------------------------- | ----- | -------------- |
| 2010                | Szinglik éjszakája  | 1                    | 27                     | 4                    | 2                    |                              |       | Eltűnnék veled |
| 2012                | Shape Of My Heart   |                      |                        |                      |                      | 7                            |       |                |
| 2012                |                     |                      | Összesítés             |                      |                      |                              |       |                |
| 1. helyezett számok | 1. helyezett számok | 1                    |                        |                      |                      |                              |       |                |
| Top 10-be bekerült  | Top 10-be bekerült  | 1                    |                        | 1                    |                      |                              |       |                |
| Top 40-be bekerült  | Top 40-be bekerült  | 1                    | 1                      | 1                    |                      |                              |       |                |